# José Sanders
José Maria Sanders (Hengelo (Overijssel), 1965) is een Nederlands hoogleraar communicatie in organisaties en narratieve communicatie. Per 2023 is zij als eerste vrouw rector magnificus van de Radboud Universiteit te Nijmegen.
Sanders studeerde Nederlandse Taal en Literatuur aan de Radboud Universiteit en is sinds 2009 als wetenschapper verbonden aan de Faculteit der Letteren. Na een tijd als universitair hoofddocent werd zij in 2017 aangesteld als hoogleraar met de leeropdracht 'Communicatie in Organisaties; Narratieve Communicatie'. Op 1 januari 2018 werd Sanders voorzitter van het departement Taal en Communicatie en per 1 februari 2022 de decaan van de gehele Letterenfaculteit. In juni 2023 werd bekend dat zij per 17 oktober 2023 Han van Krieken zou opvolgen als rector magnificus van de Radboud Universiteit.
Sanders staat erom bekend dat ze uitgesproken, kritisch, bevlogen en een belijdend katholiek is.